# Nesoryzomys indefessus narboroughi
Nesoryzomys indefessus narborough é uma subespécie de roedor da família Cricetidae.
Apenas pode ser encontrada no Equador.